# Aditya Tiwari
Aditya Tiwari es un poeta indio y activista por los derechos LGBT en la India.

## Biografía
Tiwari nació en Jabalpur, India. Asistió a la Universidad de Anglia del Este y recibió una Maestría en Periodismo.
Tiwari ha publicado dos libros: una colección de poesía titulada: April is Lush en 2019 y una antología titulada: Over the Rainbow: India's Queer Heroes editada por Juggernaut Books en 2023. Ha hablado en varios festivales literarios, incluido el Rainbow Lit Fest de Nueva Delhi, uno de los festivales literarios LGBT más grandes de India. Aditya participa activamente en la defensa de los derechos de la comunidad LGBT. Su trabajo ha aparecido en varias publicaciones nacionales e internacionales, incluidas The Times of India, Hindustan Times, PinkNews' y The Telegraph.
En 2022, produjo y presentó una serie de radio de seis capítulos en la BBC, que se centró principalmente en una variedad de experiencias diversas, incluida la salud mental de los hombres.